# Le Neptune (1778)
Le Neptune était un vaisseau de ligne de 74 canons de la marine française.

## Carrière
Le 28 octobre 1778, le Neptune capture un corsaire britannique de 30 canons nommé Hercule.
Le 2 mai 1780, il quitte Brest avec une Expédition particulière de 7 navires et 3 frégates sous les ordres de l'amiral Ternay, escortant 36 transports de troupes pour soutenir l'armée continentale dans la guerre d'indépendance des États-Unis. L'escadre était composée du Duc de Bourgogne, 80 canons, commandé par Ternay d'Arsac (amiral) et Médine (capitaine de pavillon), du Neptune, 74 canons, commandé par Sochet des Touches, et du Conquérant, commandé par La Grandière, ainsi que du Lombard, 64 canons, commandé par Sochet des Touches et Médine ; et les 64 canons Provence sous Lombard, Ardent sous Bernard de Marigny, Jason sous La Clocheterie et Éveillé sous Le Gardeur de Tilly, et les frégates Surveillante sous Villeneuve Cillart, Amazone sous La Pérouse, et Bellone. L'Amazone, qui constitue l'avant-garde de la flotte, arrive à Boston le 11 juin 1780.
En 1782, elle fait partie de l'escadre de Grasse. Neptune engage le HMS Repulse et le HMS Canada à la bataille des Saintes, sous les ordres de Renaud d'Aleins.
Désarmé, il est réactivé pour participer à la bataille du 13 prairial an II et à la Campagne du Grand Hiver. Il s'échoue et est détruit le 28 janvier 1795, avec une perte de 50 hommes.